# Unitat Penitenciària d'Eastham
La Unitat Penitenciària d'Eastham (Eastham Unit) és una presó del Departament de Justícia Criminal de Texas per a homes ubicada en una zona no incorporada al Comtat de Houston, Texas - Coordenades GPS 30.978106, -95.632274. La presó, amb una superfície de 12.789 acres, està localitzada al final de la carretera Farm to Market Road 230, al costat de Lovelady i 13 milles a l'oest de Trinity, Texas.

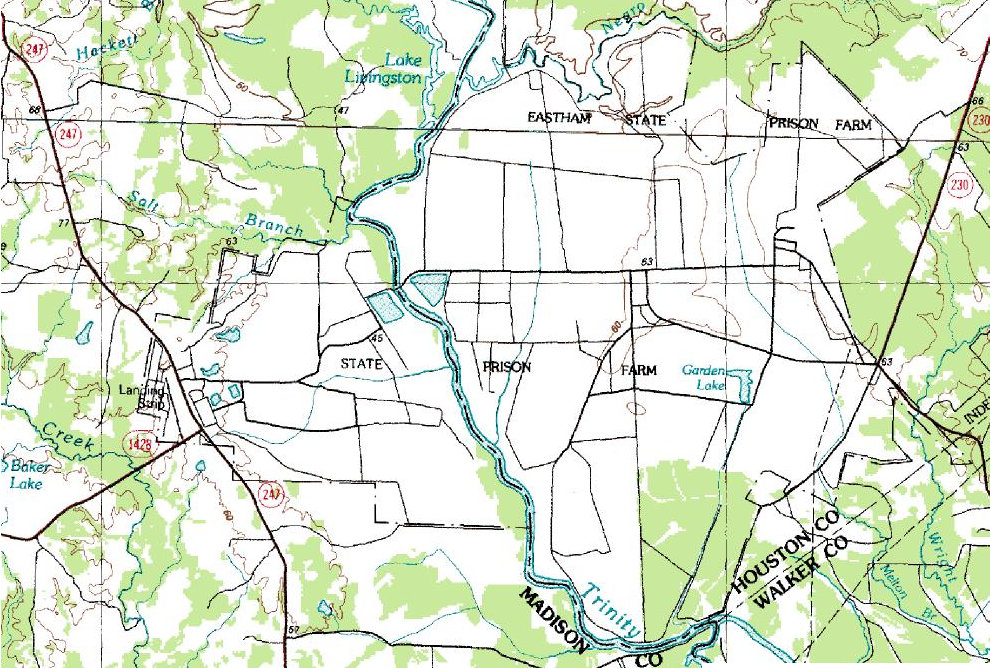
Mapes topogràfics de la unitat d'Eastham Unit i la unitat de Ferguson, 1 de juliol de 1983 - Servei Geològic dels EUA.